# Pilskie Towarzystwo Piłki Siatkowej 2014-2015
Questa voce raccoglie le informazioni riguardanti il Pilskie Towarzystwo Piłki Siatkowej nelle competizioni ufficiali della stagione 2014-2015.

## Organigramma societario
Area direttiva
- Presidente: Radosław Ciemięga

Area tecnica
- Allenatore: Łukasz Przybylak
- Allenatore in seconda: Irina Archangielska

## Rosa
| N° | Nome                 | Ruolo | Data di nascita   | Nazionalità sportiva |
| -- | -------------------- | ----- | ----------------- | -------------------- |
| 1  | Marija Milović       | C     | 16 luglio 1989    | Montenegro           |
| 2  | Marzena Wilczyńska   | S     | 15 settembre 1984 | Polonia              |
| 3  | Caroline Jarmoc      | C     | 16 giugno 1991    | Canada               |
| 5  | Klaudia Konieczna    | P     | 7 settembre 1995  | Polonia              |
| 6  | Magdalena Wawrzyniak | S/O   | 14 marzo 1990     | Polonia              |
| 7  | Veronik Olszewska    | S     | 25 agosto 1988    | Polonia              |
| 8  | Anna Stencel         | C     | 28 agosto 1995    | Polonia              |
| 9  | Joanna Sobczak       | S/O   | 25 dicembre 1990  | Polonia              |
| 10 | Natalia Krawulska    | S     | 23 giugno 1988    | Polonia              |
| 13 | Ol'ha Pavljukovskaja | L     | 13 luglio 1988    | Bielorussia          |
| 14 | Katarzyna Nadziałek  | P     | 10 settembre 1988 | Polonia              |
| 15 | Justyna Raczyńska    | S     | 12 settembre 1987 | Polonia              |